# Овечкин, Анатолий Петрович
Анатолий Петрович Овечкин (26 сентября 1922, Вятская губерния, РСФСР, СССР — 30 июня 2011, Екатеринбург, Россия) — советский пилот гражданской авиации, заслуженный пилот СССР, Почетный гражданин Харькова (2009).

## Биография
Родился 26 сентября 1922 года в Вятской губернии.
Окончил Ташкентскую военную школу штурманов и Павлодарскую школу пилотов. Начал летать в санитарном подразделении в Молдавии в 1945 году, где успешно выполнил 270 задач.
Желание совершенствоваться и летать на больших транспортных самолётах привело его в 1948 году в Харьков. В период с 1948 г. по 1992 г. возглавлял Харьковское авиапредприятие гражданской авиации. За это время Овечкин прошел путь от второго пилота самолёта Ли-2 до руководителя предприятия. В статусе командира корабля он совершал первые пассажирские рейсы на самолётах Ан-10, Ан-12, Ту-134 из Харьковского аэропорта. Овечкин освоил все типы самолётов, эксплуатирующихся на предприятии.
В 1954 году с целью подготовки летных кадров был направлен в Китайскую Народную Республику. С 1959 года по 1979 год был командиром харьковского объединённого авиаотряда Украинского управления гражданской авиации.
В 1966 г. окончил Харьковский юридический институт.
За 37 лет летной работы он имел налет 17500 часов и пилотировал на 21 типе самолётов. Он внес весомый вклад в развитие гражданской авиации города Харькова и в организацию работ по реконструкции взлетно-посадочной полосы Харьковского аэропорта, которая позволила принимать современные самолёты.
Неоднократно избирался депутатом городского и областного советов.
Скончался 30 июня 2011 года в Екатеринбурге. Похоронен на Нижне-Исетском кладбище.

## Награды
- Орден Ленина,
- Орден Трудового Красного Знамени
- Орден «Знак Почёта»
- Почётный гражданин Харькова (2009)
- Заслуженный пилот СССР (1968)
- Отличник здравоохранения СССР

Также награждён иностранными орденами и медалями.